# Mesabolivar togatus
Mesabolivar togatus là một loài nhện trong họ Pholcidae. Loài này được phát hiện ở Brasil.